# 許璘
許璘（1436年—？），字文玉，直隸松江府華亭縣人，匠籍，明朝政治人物。

## 生平
成化十年（1474年）甲午科應天鄉試第一百八名舉人，成化十四年（1478年）中式戊戌科會試第一百四十二名，三甲第二名進士。任監察御史，弘治三年（1490年）出為湖廣按察司僉事。

## 家族
曾祖許世昌；祖父許茂；父許信。母夏氏。具庆下。兄許瑄。娶李氏，继娶徐氏。